# Tord de Borneo
El tord de Borneo (Chlamydochaera jefferyi) és un ocell de la família dels túrdids (Turdidae) i única espècie del gènere Chlamydochaera Sharpe, 1887

## Hàbitat i distribució
Habita els boscos de les muntanyes del nord de Borneo.